# Duke with a Gibson
Duke with a Gibson är ett musikalbum från 1999 av jazzgitarristen Andreas Pettersson.

## Låtlista
1. Duke with a Gibson (Andreas Pettersson) – 7:52
2. Eighty-five (Andreas Pettersson) – 5:34
3. Peace (Horace Silver) – 5:27
4. Moa’ Better Blues (Andreas Pettersson) – 5:05
5. Taormina (Andreas Pettersson) – 6:26
6. Cherokee (Ray Noble) – 3:52
7. Theme for Ernie (Fred Lacey) – 8:05
8. One for Jimmy Raney (Andreas Pettersson) – 6:05
9. Darn That Dream (Jimmy Van Heusen) – 7:34
10. Moose the Mooche (Charlie Parker) – 5:02

## Medverkande
- Andreas Pettersson – gitarr
- Daniel Karlsson – piano
- Mattias Welin – bas
- Jonas Holgersson – trummor
- Mårten Lundgren – trumpet, flygelhorn
- Karl-Martin Almqvist – tenorsaxofon (3–10)